# تپه پتولو
تپه پتولو مربوط به سده‌های اولیه ومیانه دوران‌های تاریخی پس از اسلام است و در شهرستان مراغه، بخش مرکزی، دهستان سراجوی غربی، روستای تازه کند قشلاق واقع شده و این اثر در تاریخ ۲۷ اسفند ۱۳۸۶ با شمارهٔ ثبت ۲۲۲۷۱ به‌عنوان یکی از آثار ملی ایران به ثبت رسیده است.